# هيكي بودلير
هيكي بودلير (بالإنجليزية: Hekkie Budler)‏ (ولد: 18 مايو 1988 في جوهانسبرغ، خاوتينغ، جنوب أفريقيا - )؛ هو ملاكم محترف جنوب أفريقي. حقق بطولة رابطة الملاكمة العالمية.

## إحصائيات
خاض خلال مسيرته 40 نزالا، فاز في 35 وخسر في 5. فاز بالضربة القاضية في 11 نزالات.

## روابط خارجية
- هيكي بودلير على موقع بوكس ريك (الإنجليزية) (registration required)